# Цапффе, Петер Вессель
Пе́тер Ве́ссель Ца́пффе (норв. Peter Wessel Zapffe; 18 декабря 1899, Тромсё, Норвегия — 12 октября 1990, Аскер, Норвегия) — норвежский философ, писатель и альпинист.
Известен пессимистическими воззрениями на человеческое существование, и его философия в целом характеризуется как пессимистическая, сходная с философией Артура Шопенгауэра, которая оказала на него влияние. Его мысли об ошибочности человеческого существования были представлены в сокращенном виде в эссе «Последний Мессия» (норв. Den sidste Messias; 1933) и в главном его произведении — трактате «О трагическом» (норв. Om det tragiske; 1941).
Цапффе опубликовал несколько сборников эссе, а также множество статей в различных журналах и газетах. В возрасте 87 лет он опубликовал свою последнюю книгу «Hvordan jeg ble så flink» («Как я стал таким умным»). В следующем, 1987 году, он получил норвежскую премию «Fritt Ord» («Свобода слова»). 

## Семья и личная жизнь
Петер Вессель Цапффе родился 18 декабря 1899 года в Тромсё в семье фармацевта Фрица Готтлиба Цапффе и Гудрун Вессель. У Петера была сестра Синье Вессель Цапффе, которая умерла в возрасте 21 года (19.01.1906-07.06.1927). Петер был крещен в Тромсё 25 марта 1900 года. Там же 5 декабря 1915 года состоялась конфирмация.
Первый раз Петер женился на Бергльёт Эсполин Йонсон — 6 сентября 1935 года в Осло, однако этот брак закончился разводом в 1941 году.
Вторая жена, Берит Риис Кристенсен, стала его супругой 15 сентября 1952 года в Аскере, Акерсхус, и оставалась с ним до его смерти 12 октября 1990 года. Берит умерла в мае 2008 года 

Детей ни от одного из браков у Петера Цапффе не было.

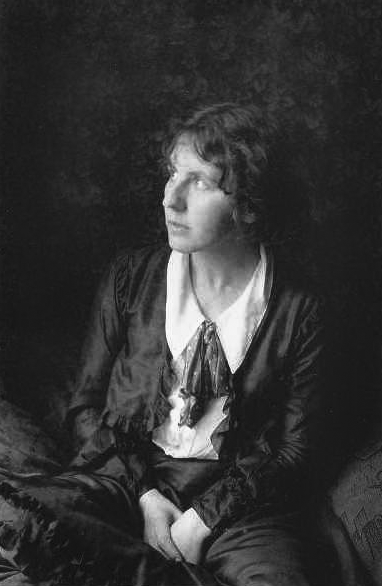
Бергльёт Эсполин Йонсон
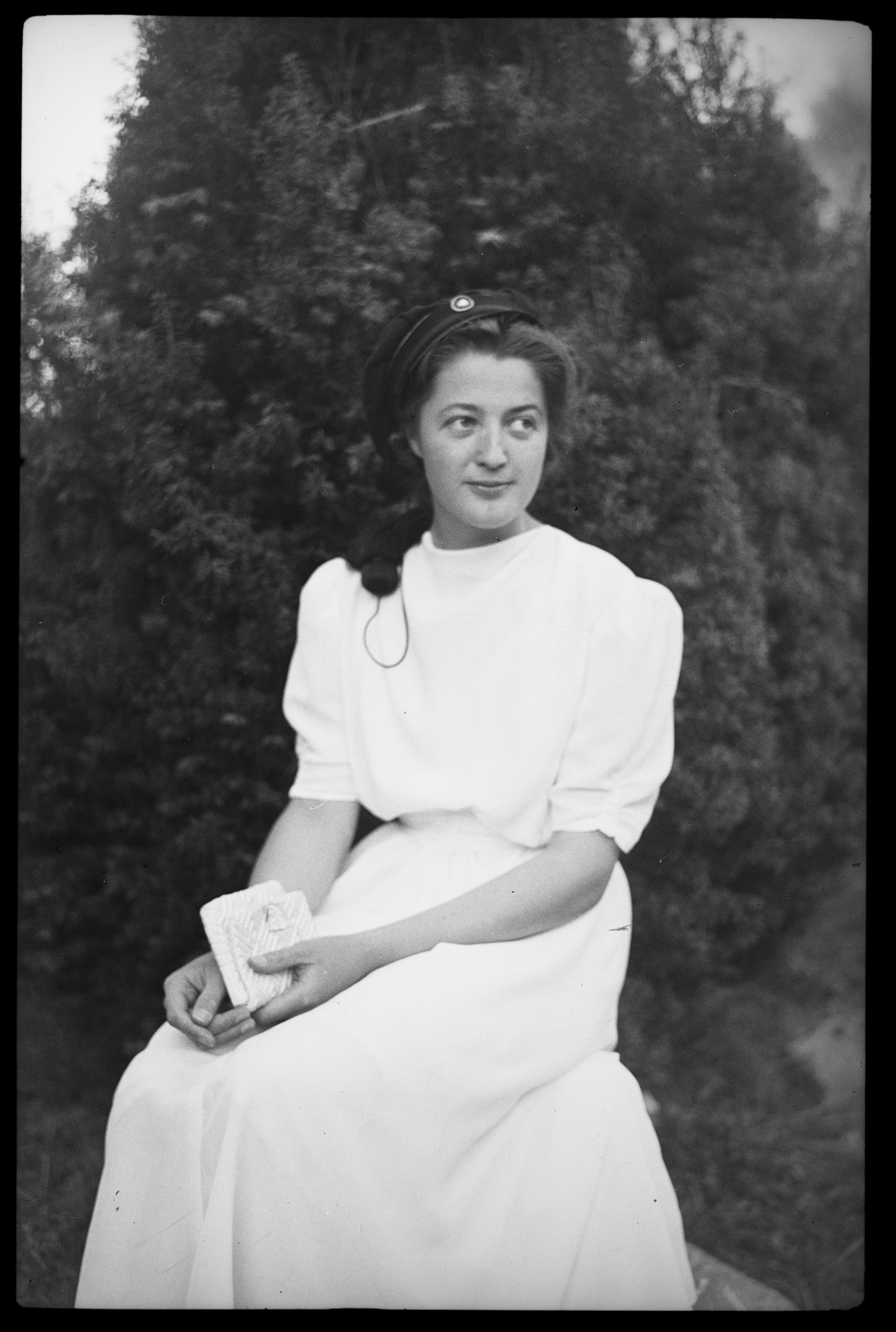
Берит Риис Кристен (1935)
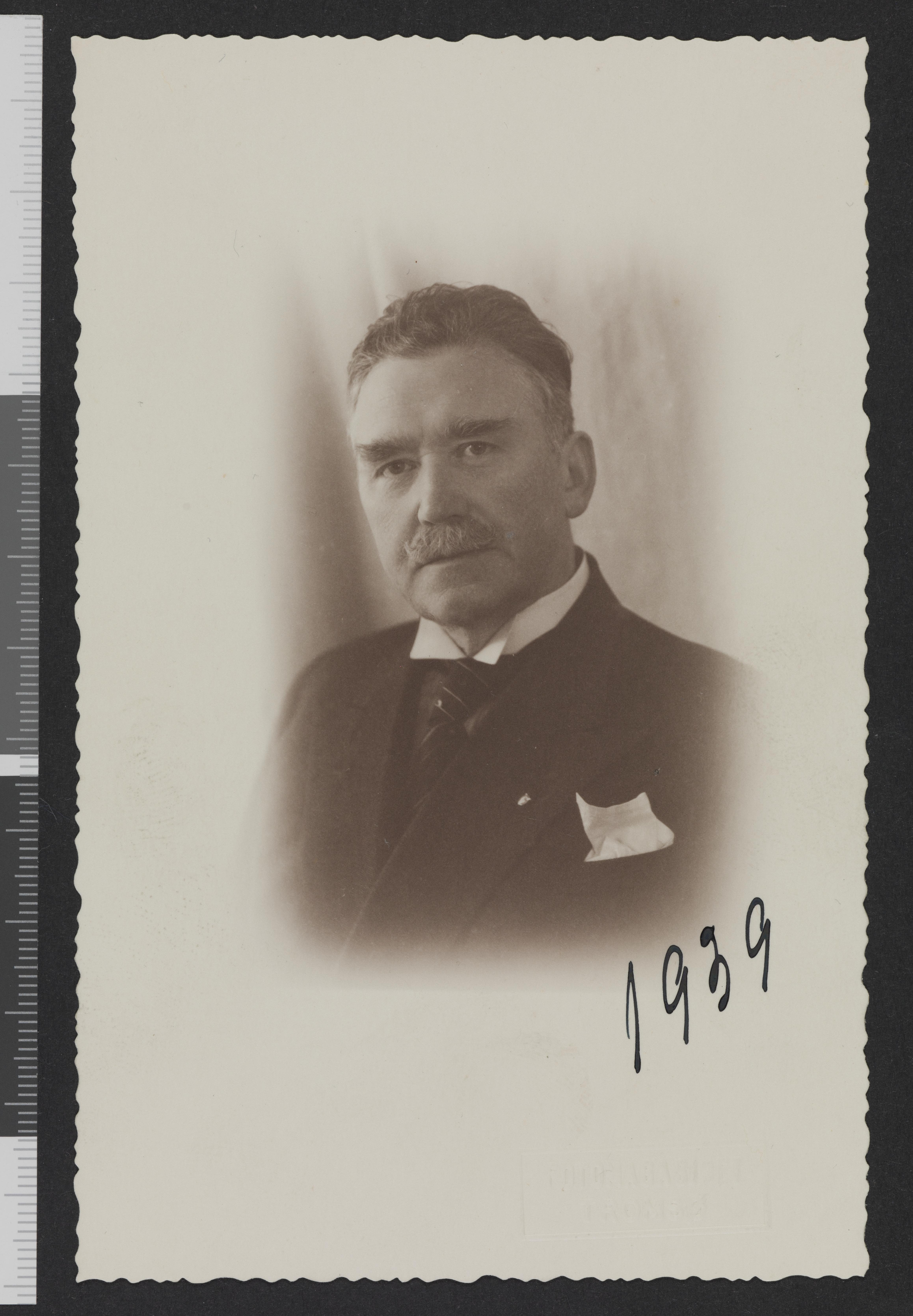
Фриц Готтлиб Цапффе, отец Петера, 1939

## Образование
Петер получил образование в Университете Осло, где изначально изучал право. В 1923 году он окончил университет и получил диплом юриста. Однако его интересы лежали в области философии, и в 1941 году Цапффе защитил диссертацию по философии, основанную на его работе «Om det tragiske» («О трагическом»), которая стала ключевым произведением в его философском наследии.

## Философия
Основная идея философии заключается в том, что трагическое не является лишь эстетической или литературной категорией, а представляет собой фундаментальную характеристику самой жизни.
1. Трагическое как универсальное качество жизни и борьба за интересы Трагическое выражает внутреннюю противоречивость человеческого существования, где высокие стремления неизбежно сталкиваются с жестокими ограничениями реальности. Это конфликт между интересами человека и неизбежной силой природы, которая остаётся безразличной к индивидуальным амбициям. Жизнь – это постоянное напряжение между задачами (желаниями) и способностью организма преодолевать внешние условия. Интересы человека могут быть биологическими (выживание, продолжение рода), социальными, автотелическими (самореализация) и метафизическими (поиск смысла бытия). Все они неизбежно приводят к конфликтам, кульминацией которых становится трагедия.
2. Катастрофа, прогресс и неизбежность разрушения Катастрофы, будь то личные или коллективные, являются неотъемлемой частью жизни. Даже величайшие достижения несут в себе семена собственной гибели. Трагедия заключается в том, что стремление к идеалам и совершенству неизбежно сталкивается с законами природы, приводя к разрушению. Прогресс не только создаёт достижения, но и влечёт разрушение. Попытки подчинить природу приводят к катастрофам, поскольку природа непредсказуема и не подвластна человеку.
3. Человек, природа и трагедия бытия Природа действует по неизменным законам, оставаясь равнодушной к человеческим целям. Попытки навязать ей смысл приводят к столкновению с её неумолимой силой. В этом – ещё одно проявление трагического. Человек – не исключительный творец судьбы, а элемент природного цикла, где законы жизни едины для всех существ. Конфликт между амбициями человека и ограничениями природы неизбежен. Тем не менее, природа вдохновляет, но её красота сопровождается осознанием бренности и трагизма жизни. Она становится источником философских размышлений, связывая эстетику с осознанием неизбежного.

В «Последнем Мессии» Цапффе описал четыре основных защитных механизма, которые человечество использует, чтобы избежать парадокса:
- Изоляция — «полностью произвольное исключение из сознания всех беспокоящих и деструктивных мыслей и чувств».
- Якорение — «фиксация на точках внутри». Механизм привязки дает людям ценность или идеал, на котором они постоянно сосредоточивают свое внимание. Цапффе также применил принцип привязки к обществу и заявил, что «Бог, Церковь, Государство, мораль, судьба, законы жизни, люди, будущее» — примеры коллективных первичных небосводов.
- Отвлечение — «ограничение внимания критическими рамками, постоянное увлечение его впечатлениями». Отвлечение сосредоточивает всю энергию на задаче или идее, чтобы не дать разуму сосредоточиться на самом себе.
- Сублимация — перефокусировка энергии от отрицательных выходов к положительным. Индивидуумы дистанциируются и смотрят на свое существование с эстетической точки зрения (например, писатели, поэты, художники). Сам Цапффе указывал, что созданные им работы были продуктом сублимации.

Философия представляет собой призыв к осознанию трагичности бытия. Высокие человеческие стремления обречены на противостояние с суровой реальностью природы и культуры. В современном мире, столкнувшемся с глобальными кризисами, эти идеи остаются актуальными, подтверждая, что трагическое – неотъемлемая часть жизни.
По случаю 65-летия норвежско-канадского философа Германа Тённессена была опубликована книга « Я выбираю истину. Диалог между Петером Весселем Цапффе и Германом Тённессеном» (1983). Они были знакомы уже много лет. Тённессен учился в Университете Осло вместе с Арне Нэссом . 

## Увлечения
Цапффе был альпинистом и с раннего возраста проявил интерес к защите окружающей среды; Форма охраны природы возникла не из-за стремлений защитить природу , а из-за желания избежать окультуривания природы человеком. Цапффе был автором множества юмористических рассказов о скалолазании и других приключениях на природе.

## Произведения
1. Om det tragiske («О трагическом»), Gyldendal Norsk Forlag, 1941
2. Den fortapte sønn. En dramatisk gjenfortælling («Блудный сын: драматичный пересказ»), Gyldendal Norsk Forlag, 1951
3. Indføring i litterær dramaturgi («Введение в драматургию»), Universitetsforlaget, 1961
4. Den logiske sandkasse. Elementær logikk for universitet og selvstudium («Логическая песочница: элементарная логика для студентов и самостоятельного изучения»), Universitetsforlaget, 1966
5. Lyksalig pinsefest. Fire samtaler med Jørgen («Троицын день: четыре разговора с Йоргеном»), Gyldendal Norsk Forlag, 1972
6. Hos doktor Wangel. En alvorlig spøk i fem akter («С доктором Вангелем: в шутку о серьёзном в пяти актах»), Gyldendal Norsk Forlag, 1974
7. Jeg velger sannheten: en dialog mellom Peter Wessel Zapffe og Herman Tønnessen («Я выбираю правду: диалог между Питером Весселем Цапффе и Германом Тоннесеном»), Universitetsforlaget, 1983
8. Rikets hemmelighet. En kortfattet Jesus-biografi («Секрет Царства: краткая биография Иисуса Христа»), Aventura, 1985

## Сборники коротких произведений
1. Vett og uvett. Stubber fra Troms og Nordland («Смысл и бессмыслица: Короткие рассказы из Тромса и Нурланна» в соавторстве с Эйнаром К. Аасом, Тронхейм. Иллюстрации Кааре Эсполина Йонсона.), F. Bruns bokhandels forlag, 1942
2. Essays og epistler («Эссе и послания»), Gyldendal Norsk Forlag, 1967
3. Barske glæder og andre temaer fra et liv under åpen himmel («Суровые радости и другие темы из жизни под открытым небом»), Gyldendal Norsk Forlag, 1969
4. Spøk og alvor. Epistler og leilighetsvers («Шутка и серьёзность: Послания и стихи на случай»), Gyldendal Norsk Forlag, 1977
5. Hvordan jeg blev så flink og andre tekster («Как я стал таким умным и другие тексты»), Aventura, 1986

## Посмертные публикации
1. Essays (Эссе), Aventura, 1992

1. Kulturelt nødverge. Zapffes efterlatte skrifter, Pax Forlag, 1997

Издательство Pax Forlag в 1999 году выпустило полное собрание сочинений Петера Цапффе состоящее из 10 томов. В 2015 году сочинения переиздали в новом оформлении.

## Память
Город Тромсё почтил его память, назвав в его честь гору.
В 1969 году Гутторм Флёйстад (Guttorm Fløistad) выпустил работу "Peter Wessel Zapffe". Она состояла из двух частей: первая часть была оригинальным текстом самого Флёйстада, а вторая часть представляла собой переработанную версию эссе Цапффе "О трагическом" (Om det tragiske). Позже, в 1989 году, Флёйстад опубликовал книгу "Peter Wessel Zapffe – en introduksjon" ("Петер Вессель Цапффе – введение"), в которую вошла первая часть его более ранней работы 1969 года.
Йоргена Хааве (Jørgen Haaves) посвятил Петеру Цапффе книгу "Naken under kosmos Peter Wessel Zapffe: en biografi, 1999 г.". В ней Хааве попытался написать первую полную биографию Цапффе на основе его дневников
Томас Лиготти посвятил свою книгу "Заговор против человеческой расы"  Цапффе, в ней он рассматривает механизмы отвлечения как форму зомбификации.
Болгарский адъюнкт-профессор Сильвия Серафимова написала несколько статей, такие как "Является ли Петер Вессель Цапффе антинаталистом", "Взгляд на философское наследие Цапффе" и другие, а также книгу "В поисках «Беспомощного пленника Вселенной" в 2019 г.
Профессор-биолог Даг О. Хессен (Dag O. Hessen) написал две книги - "Жизнь во многих отношениях: антология Питера Весселя Цапффе" (Et liv på mange vis en antologi om Peter Wessel Zapffe) в 1999 г. и "Думать с Цапффе" (Å tenke med Zapffe: Forfatteren. Filosofen. Pessimisten. Humoristen. Klatreren) в 2024 году.
Владислав К. Педдер в своей работе «Опыт трагического» 2025 года предложил систематическую реинтерпретацию философии Петера Весселя Цапффе, вводя основополагающую концепцию различающего опыта — фундаментального непосредственного взаимодействия с действительностью. Данная концепция имеет сходство с процессуальной философией Альфреда Норта Уайтхеда в части динамической онтологии, но радикально расходится с ней в выводах, особенно относительно природы трагического сознания и его экзистенциальных последствий. 